# Herbita (insecto)
Herbita es un género de polillas perteneciente a la familia Geometridae, creado en 1860 por Francis Walker y con distribución en el Neotrópico. Las especies tiene gran parecido con las de Ira, Microgonia y Oxydia, pero se distinguen de estas por su morfología genital, dado que las características definitorias de estos tres géneros están ausentes en Herbita. Muchas, pero no todas, las especies de Herbita presentan marcas de líneas rotas, onduladas o indistintas y un triángulo de tres puntos de color marrón oscuro o gris pálido en el ala anterior. Las especies se encuentran desde México hacia el sur hasta Brasil, Chile y Argentina.

## Especies
Para junio de 2024 se han regisrtado las siguientes especies:
- Herbita aglausaria Walker, 1860 - type species[1]
- Herbita albirenata (Warren, 1906)
- Herbita amicaria (Schaus, 1912)
- Herbita artayctes Druce, 1891
- Herbita asinana Prout, 1910
- Herbita atomaria (Walker, 1860)
- Herbita betzi (Herbulot, 1977)
- Herbita capnodiata (Guenée, 1858)[2]
- Herbita capona Dognin, 1900
- Herbita castraria (Schaus, 1901)
- Herbita chiomaria (Schaus, 1923)
- Herbita coctura (Dognin, 1901)
- Herbita crenulata (Warren, 1905)
- Herbita cyclopeata (Möschler, 1882)
- Herbita declinata (Guenée, 1858)[3]
- Herbita decurtaria (Herrich-Schäffer, 1856)[4]
- Herbita dognini (Thierry-Mieg, 1892)
- Herbita domingaria (Dognin, 1924)
- Herbita dulcisona (Prout, 1916)
- Herbita extranea (Schaus, 1911)
- Herbita fulva (Dognin, 1911)
- Herbita hypolizon Prout, 1933
- Herbita incata (Schaus, 1901)
- Herbita lilacina (Warren, 1897)
- Herbita malchusaria (Schaus, 1923)
- Herbita marmorata (Dognin, 1900)
- Herbita medama Druce, 1891
- Herbita medona (Druce, 1892)
- Herbita medullata (Dyar, 1918)
- Herbita nedusia Druce, 1892
- Herbita nestor (Druce, 1892)
- Herbita niebla Dognin, 1896
- Herbita ochriplaga (Warren, 1904)
- Herbita olivata (Warren, 1901)
- Herbita opalizans (Warren, 1904)
- Herbita pallidaria (Jones, 1921)
- Herbita praeditaria (Herrich-Schäffer, 1855)
- Herbita prouti (Giacomelli, 1911)
- Herbita quinquemaculata (Dognin, 1910)
- Herbita reducta (Schaus, 1923)
- Herbita renipuncta (Warren, 1895)
- Herbita rhoda (Butler, 1882)
- Herbita ruadhanaria (Schaus, 1923)
- Herbita siccifolia (Warren, 1904)
- Herbita somnolenta (Warren, 1904)
- Herbita subapicalis (Dognin, 1900)
- Herbita subdentilinea (Dognin, 1911)
- Herbita tanagra (Dognin, 1923)
- Herbita tenebrica Dognin, 1892
- Herbita testinata (Guenée, 1858)[5]
- Herbita tharbaria (Schaus, 1923)
- Herbita transcissa (Walker, 1860)
- Herbita tucumana (Dognin, 1923)
- Herbita ulpianaria (Schaus, 1923)
- Herbita valtrudaria (Schaus, 1923)
- Herbita versilinea (Warren, 1904)
- Herbita vinosata (Guenée, 1858)[6]
- Herbita zarina (Dognin, 1893)